# 長崎県幼稚園の廃園一覧
長崎県幼稚園の廃園一覧（ながさきけんようちえんのはいえんいちらん）は、長崎県内の廃園になった幼稚園の一覧。対象となるのは、学制改革（1947年）以降に廃園となった幼稚園、および分園である。園名は廃園当時のもの。廃園時に幼稚園が所在した自治体がその後合併により消滅している場合は、現行の自治体に含める。また現在休園中の県内の幼稚園（分園）も、その多くは実質上、廃園と同じ状態にあるため参考として記載する。
（）内は、廃園になった年（休園の場合は、その措置が取られた年）である。

## 長崎市
- 茂木幼稚園
- 廃園時期不詳 - 玉ぞの幼稚園[1]
- 廃園時期不詳 - 花ぞの幼稚園[1]
- 廃園時期不詳 - 大音寺幼稚園[1]
- 廃園時期不詳 - 百喜幼稚園[1]
- 廃園時期不詳 - みどり幼稚園[1]
- 廃園時期不詳 - 飽の浦幼稚園[1]
- 廃園時期不詳 - 長崎聖母幼稚園[1]
- 休園開始時期不詳 - 青い鳥幼稚園[1]
- 休園開始時期不詳 - 光華幼稚園[2]
- 休園開始時期不詳 - 小江原ひかり幼稚園[2]
- 1999年（平成11年） - 長崎県立女子短期大学附属幼稚園
  - 県内唯一の県立幼稚園であった。長崎県立女子短期大学の長与移転（翌年閉学）により、短大より1年早く閉園した。
- 2000年（平成12年）
  - 第一戸町幼稚園（新戸町幼稚園と統合しさくら幼稚園〈初代〉へ）[3]
  - 新戸町幼稚園（第一戸町幼稚園と統合しさくら幼稚園〈初代〉へ）[3]
- 2008年（平成20年） - 西彼純心幼稚園[4]
- 2011年（平成23年） - 長崎市立南幼稚園
- 2012年（平成24年） - 長崎市立桜ヶ丘幼稚園[5]
- 2014年（平成26年） - さくら幼稚園〈初代〉（さくらんぼ保育園と統合し幼保連携型認定こども園さくら幼稚園・さくらんぼ保育園〈2代目〉へ）[3]
- 2015年（平成27年）
  - 長崎玉成幼稚園[6]
  - ひかり幼稚園〈旧〉（幼保連携型認定こども園ひかり幼稚園〈新〉へ移行）[7]
  - 第二ひかり幼稚園〈旧〉（幼保連携型認定こども園第二ひかり幼稚園〈新〉へ移行）[7]
- 2017年（平成29年）
  - 長崎市立長崎幼稚園〈旧〉（長崎市立認定こども園長崎幼稚園〈新〉へ移行）[8]
  - 聖心幼稚園〈旧〉（2015年純心保育園とともに幼保連携型認定こども園長崎純心大学附属純心幼稚園〈新〉へ移行となり、移行完了）[4]
- 2023年（令和5年） - レデンプトール幼稚園[9]

## 佐世保市
- 廃園時期不詳 - 東本願寺幼稚園[1]
- 廃園時期不詳 - 大宮幼稚園（大宮町）[1][注釈 1]
- 廃園時期不詳 - 相浦聖母幼稚園[1]
- 2004年（平成16年） - 佐世保市立愛宕幼稚園[10]
- 2017年（平成29年） - 聖心幼稚園[11]
- 2017年[12]
  - 佐世保市立針尾幼稚園
  - 佐世保市立三川内幼稚園
  - 佐世保市立中里幼稚園
  - 佐世保市立世知原幼稚園
  - 佐世保市立小佐世保幼稚園
- 2017年[13]
  - 佐世保市立小佐々幼稚園（社会福祉法人叡智の会幼保連携型認定こども園小佐々幼稚園・保育園へ移行）
- 2021年（令和3年） - 佐世保市立天神幼稚園[14]

## 島原市
- 廃園時期不詳 - 相愛幼稚園[1]
- 休園開始時期不詳 - 安中幼稚園[2]
- 休園開始時期不詳 - 島原活水幼稚園[2]
- 2013年（平成25年） - 聖和幼稚園[15]

## 諫早市
- 廃園時期不詳 - 諫早市立高来西幼稚園[1]
- 2014年（平成26年） - 諫早市立高来幼稚園[16]
- 2018年（平成30年） - 華頂幼稚園 - みやまの森こども園へ移行[17]
- 2023年（令和5年） - 諫早市立北諫早幼稚園（休園）[18]

## 大村市
- 2001年（平成13年）
  - 大村市立三城幼稚園[19]
  - 大村市立中央幼稚園[19]
- 2009年（平成21年） - 大村市立竹松幼稚園[19] - 竹松保育所と統合の上、民営化され現在では私立の「かめりあ・こども園」（認定こども園）となっている[20]。
- 2012年（平成24年） - 大村市立三浦幼稚園[19]
- 2016年（平成28年） - 大村市立鈴田幼稚園[19]
- 2019年（平成31年） - 大村市立松原幼稚園[19]
- 2023年（令和5年）
  - 大村市立大村幼稚園[18]
  - 大村市立西大村幼稚園[18]
  - 大村市立福重幼稚園[18]

## 平戸市
- 2020年（令和2年） - 平戸幼稚園[21]

## 対馬市
- 2008年（平成20年） - 対馬市立北幼稚園 - 設置者変更で私立信愛幼稚園を設置。
- 2011年（平成23年） - 対馬市立豆酘幼稚園[22]
- 2014年（平成26年） - 対馬市立久田幼稚園（対馬市立厳原幼稚園に統合の上、新園舎が建設された）[23]

## 五島市
- 2018年（平成30年） - 五島市立福江幼稚園[24]（民間移譲により「学校法人双葉学園 福江幼稚園」となる）

## 西海市
- 廃園時期不詳 - 西海市立大島幼稚園西分園[1]
- 2008年（平成20年） - 西彼純心幼稚園[25]
- 2013年（平成25年） - あかつき幼稚園（休園）[26]
- 2021年（令和3年） - 西海市立大島幼稚園（西海市立間瀬保育所と統合し西海市立大島こども園へ）[27]

## 雲仙市
- 2010年（平成22年） - 雲仙市立千々石幼稚園[28]

## 南島原市
- 廃園時期不詳 - 加津佐幼稚園[29]
- 廃園時期不詳 - 西有家幼稚園[29]
- 廃園時期不詳 - 口之津幼稚園[29]
- 2015年（平成27年） - 原城幼稚園（南島原はらじょうこども園へ移行）[30]
- 2020年（令和2年） - 北有馬幼稚園（北有馬保育所と統合し南島原市立認定こども園北有馬こども園へ）[31]

## 東彼杵郡
- 2007年（平成19年） - まどか幼稚園[32]
- 2015年（平成27年） - 東彼杵中央幼稚園（千綿保育園と統合し認定こども園つばさへ）[32]

## 北松浦郡
- 2018年（平成30年） - 佐々町立佐々幼稚園[33]

## 南松浦郡
- 1999年（平成11年） - 新上五島町立北魚目幼稚園[34]
- 2004年（平成16年） - 新上五島町立太田幼稚園[34]
- 2011年（平成23年）9月30日 - 新上五島町立上荒川幼稚園（2009年休園）[35]
- 2013年（平成25年） - 新上五島町立崎浦幼稚園[34]
- 2014年（平成26年） - 新上五島町立神部幼稚園[34]
- 2015年（平成27年）
  - 新上五島町立東浦幼稚園[34]
  - 新上五島町立奈良尾幼稚園[34]
- 2023年（令和5年） - 新上五島町立魚目幼稚園[34]（2021年休園）[14]

## 参考資料
- 定例教育委員会（2012年（平成24年）3月）資料 p.12 公立幼稚園・小中学校異動予定一覧（PDF）- 長崎県教育委員会ウェブサイト